# L'Homme le plus heureux du monde
Pour plus de détails, voir Fiche technique et Distribution.
L'Homme le plus heureux du monde (Najsreḱniot Čovek na Svetot) est un film réalisé par Teona Strugar Mitevska, sorti en 2022.

## Synopsis
À Sarajevo, de nos jours, Asja s'est inscrite à une journée de « Speed Dating ». Des couples sont formés par les organisateurs de la journée. Le partenaire d'Asja est Zoran ; mais si Asja cherche l'amour, Zoran cherche à exorciser son passé.

## Fiche technique
Sauf indication contraire, les informations mentionnées dans cette section peuvent être confirmées par la base de données cinématographiques IMDb,  présente dans la section « Liens externes ».
- Titre original : Najsreḱniot Čovek na Svetot
- Titre français : L'Homme le plus heureux du monde
- Réalisation : Teona Strugar Mitevska
- Scénario : Teona Strugar Mitevska et Elma Tataragic
- Costumes : Monika Lorber
- Photographie : Virginie Saint-Martin
- Montage : Per K. Kirkegaard
- Pays d'origine : Danemark
- Format : Couleurs - 35 mm - 1,85:1 - Dolby Digital
- Genre : drame
- Durée : 100 minutes
- Dates de sortie :
  - Italie : 1er septembre 2022 (Mostra de Venise 2022)
  - France : 22 février 2023

## Distribution
- Jelena Kordic Kuret : Asja
- Adnan Omerovic : Zoran
- Labina Mitevska : Marta
- Ana Kostovska : Mersiha
- Ksenija Marinkovic : Azemina
- Izudin Bajrovic : Asim
- Irma Alimanovic : Ema
- Vedrana Bozinovic : Aida
- Mona Muratovic : Sabina

## Accueil

### Accueil critique
En France, le site Allociné propose une moyenne de 3,1⁄5, fondée sur 8 critiques de presse.

## Distinctions

### Récompenses
- Festival de cinéma européen des Arcs 2022 : Grand prix du jury[2],[3]

### Sélections
- Mostra de Venise 2022 : sélection en section Orizzonti
- Arras Film Festival 2022 : sélection en compétition européenne